# Hoya pubifera
Hoya pubifera är en oleanderväxtart som beskrevs av Adolph Daniel Edward Elmer. Hoya pubifera ingår i släktet Hoya och familjen oleanderväxter. Inga underarter finns listade i Catalogue of Life.